# Дихтяр, Александр Соломонович
Александр Соломонович Дихтяр (8 апреля 1917 — 23 октября 1989) — российский художник-постановщик кино. Член Союза кинематографистов СССР. Заслуженный художник РСФСР (1973).

## Биография
Родился 8 апреля 1917 года в Москве в семье медиков. Отец Соломон Романович Дихтяр по окончании медицинского института вместе с семьёй уехал в Белоруссию.Там Александр окончил школу-семилетку и школу ФЗУ Белорусского Вольного экономического общества по специальности "электромонтёр". В 1933 вернулся в Москву, до 1934 года трудился электромонтёром и художником в Рабочем жилищно-строительном кооперативном товариществе имени Ларина.
В 1938 году окончил Редакционно-издательский техникум ОГИЗа. В 1938 — 1939 работал художником в Институте изобразительной статистики советского строительства и хозяйства (Изостат).
В 1943 году окончил художественный факультет ВГИКа. В 1943 — 1984 — художник-постановщик киностудии «Союздетфильм» (ныне Киностудия имени М. Горького).
С 1944 года преподавал во ВГИКе на кафедре изобразительно-декорационного оформления фильма, доцент.
Член КПСС с 1948 года.
Умер 23 октября 1989 года в Москве. Похоронен на Бабушкинском кладбище.

## Семья
- Мать — Вера Иосифовна Дихтяр (1894 — 1972).
- Жена — Вера Ефимовна Дихтяр (1919 — 2014), актриса, преподаватель ВГИКа.
- Дочь — Татьяна (р. 1941).
- Дочь — Мария (р. 1952).
- Сын — Роман (р. 1962).

## Звания и награды
- Заслуженный художник РСФСР (11.04.1973).
- Медаль «За доблестный труд. В ознаменование 100-летия со дня рождения Владимира Ильича Ленина».
- Медаль «В память 800-летия Москвы».

## Фильмография
- 1944 — Зоя (ассистент художника)
- 1945 — Пятнадцатилетний капитан (совместно с С. Козловским)
- 1947 — Мальчик с окраины
- 1949 — У них есть Родина
- 1954 — Анна на шее
- 1955 — Судьба барабанщика
- 1955 — Княжна Мери
- 1956 — В добрый час!
- 1958 — Олеко Дундич
- 1961 — Своя голова на плечах
- 1961 — Вечера на хуторе близ Диканьки
- 1962 — Течёт Волга — художник-постановщик и актёр
- 1965 — Путешественник с багажом
- 1967 — Я вас любил…
- 1968 — Нейтральные воды
- 1970 — Баллада о Беринге и его друзьях
- 1973 — Капля в море
- 1974 — Ещё можно успеть
- 1975 — Это мы не проходили[5]
- 1976 — Обелиск
- 1977 — Хомут для Маркиза
- 1979 — Дюма на Кавказе
- 1980 — Вам и не снилось…
- 1983 — Я вас дождусь
- 1986 — С неба на землю[6]